# 爱拼会赢
《爱拼会赢》是2022年在中国大陆上映的时代剧，导演李小平，主演于晓光、甘婷婷，讲述了改革开放之后，福建泉州晋江地区高家和叶家努力奋斗摆脱贫穷的故事。2022年3月15日，《爱拼会赢》在央视一套播出，同时在爱奇艺、腾讯视频、优酷视频同步播出。LiTV 線上影視全劇上架。

## 演员
| 姓名   | 角色   | 备注                                                 |
| ------ | ------ | ---------------------------------------------------- |
| 晓光   | 高海生 | 高家的长子，妻子是叶大莲，夫妻共同创立了一家服装厂。 |
| 甘婷婷 | 叶大莲 | 叶家的女儿，丈夫是高海生，夫妻共同创立了一家服装厂。 |
| 曹征   | 叶茂盛 |                                                      |
| 詹妮   | 侯乐瑶 |                                                      |
| 张丰毅 | 万沣   |                                                      |
| 王姬   | 沈阿彩 |                                                      |

## 制作
2019年9月26日，《爱拼会赢》在福建省晋江市开机。2020年1月20日在福建省厦门市杀青。